# Caldesmon
Caldesmon ist ein Protein und beteiligt an der Regulation des Zytoskeletts in Wirbeltieren.

## Eigenschaften
Caldesmon ist ein Calmodulin-bindendes Protein. Die Isoform 1 wird vor allem in der glatten Muskulatur gebildet, während Isoformen 2 bis 5 in verschiedenen Zelltypen gebildet wird. Caldesmon wird nicht im Herzmuskel und der Skelettmuskulatur hergestellt.
Caldesmon bindet weiterhin an Aktin, Myosin und Tropomyosin und bildet eine Verbindung zwischen Aktin und Myosin. Es fördert die Bindung von zwei Tropomyosinen an Aktin, wodurch Aktinfilamente stabilisiert werden. In der glatten Muskulatur hemmt Caldesmon die Aktomyosin-ATPase durch Bindung an F-Aktin. Diese Hemmung wird durch Tropomyosin verstärkt und durch Calcium-Calmodulin gemindert. Caldesmon ist zudem an der Mitose beteiligt. Caldesmon wird durch PAK phosphoryliert, wodurch die Bindungsaffinität zu Calmodulin um den Faktor 10 abnimmt und die Hemmung der ATPase deutlich abnimmt. Die Phosphorylierung wird durch die Caldesmonphosphatase entfernt. Weiterhin hemmt Caldesmon das Zellwachstum, die Zellmigration und die Exozytose von Matrix-Metalloproteinasen an die Zellmembran.